# 4-3-1-2
Il 4-3-1-2 è un modulo di gioco del calcio, derivato dal più famoso 4-4-2 (anziché avere i centrocampisti disposti "in linea", questi sono schierati "a rombo" o "a diamante").

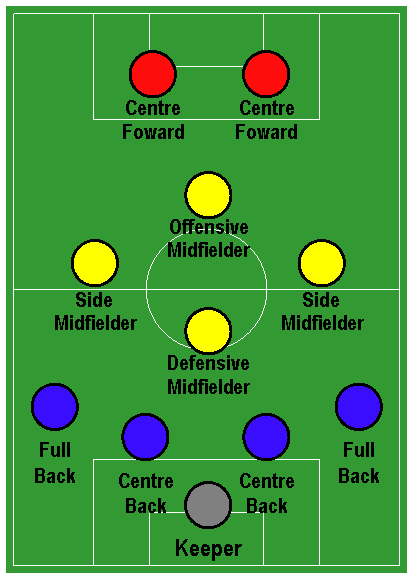
Lo schieramento del 4-3-1-2, detto "a diamante".

## Il modulo
Il modulo consiste in una linea difensiva a quattro giocatori, coperta da elementi atleticamente dotati in mediana, un fantasista e due attaccanti. 
Le due mezzali si muovono in linea a metà strada fra il "vertice basso" - il regista, con significative capacità di smistamento e visione di gioco, dal quale si innesca la costruzione della manovra - e il "vertice alto", un trequartista tecnicamente dotato che conferisce all'azione offensiva estro e imprevedibilità, assistendo le due punte e concludendo talvolta a rete in prima persona.
È un'evoluzione del 4-4-2 "in linea", nel quale gli "esterni di centrocampo" si avvicinano alla zona centrale del campo. Diventando mezzali è richiesto loro un doppio compito: rottura in fase di copertura, inserimenti e tiri da lontano quando la squadra attacca. 
L'ampiezza in fase di costruzione deve essere garantita da terzini abili a correre lungo tutta la fascia, non disdegnando i cross e più in generale il gioco offensivo.
Il 4-3-1-2 permette grande "verticalità", è infatti proiettato verso la porta avversaria, in maniera più spregiudicata rispetto al 4-4-2 "classico". Infine, se il regista è dotato anche in fase di interdizione, diventa un vero e proprio mediano, un quinto difensore molto utile.

## Squadre che hanno utilizzato il 4-3-1-2
- La Juventus di Marcello Lippi nel biennio 1995-1997, vincitrice di Supercoppa italiana, Supercoppa UEFA, Champions League e Coppa Intercontinentale, in cui prima Del Piero e poi Zidane operavano da fantasisti[6]
- Il Boca Juniors di Carlos Bianchi dal 1998 al 2001, vincitore dei tornei di Apertura 1998 e Clausura 1999, dell'Apertura 2000, della Coppa Libertadores nel 2000 e nel 2001 e della Coppa Intercontinentale 2000. Il fantasista era Riquelme[7]
- Il Milan di Carlo Ancelotti ha usato questo modulo dal 2001 al 2003 vincendo una Champions League ed una Coppa Italia, con Rui Costa a supporto di Filippo Inzaghi e Shevchenko, prima di passare al modulo 4-3-2-1[8]
- L'Inter di Roberto Mancini prima e José Mourinho poi, vincitrice di 3 campionati italiani dal 2007 al 2009[9]
- L'Italia di Cesare Prandelli finalista all'Europeo nel 2012, con Balotelli (statico) e Cassano (a svariare) nel reparto offensivo[10]
- Il Liverpool di Brendan Rodgers nella stagione 2013-2014, con Sterling o Coutinho a rifinire per Suárez e Sturridge[5] il real Madrid di Carlo Ancelotti vincitore della Champions League supercoppa di spagna e la liga con il modulo 4-3-1-2